# Friedberger Baggersee
Der Friedberger Baggersee, auch einfach Friedberger See und selten Kreisisee genannt, liegt nördlich der B300 zwischen Augsburg-Hochzoll und Friedberg im Landkreis Aichach-Friedberg (Schwaben, Bayern).
Über die Grenzen von Friedberg hinaus bekannt ist der „Friedberger Baggersee“ durch seinen Wasserskilift. Parkplätze, große Liegewiesen, Beach-Volleyballplatz, Spielwiesen, Kinderspielplatz, Kinderstrand, Toiletten- und Duschanlagen, Restaurant mit Seeterrasse, Diskothek, Kiosk und Wasserwachtstation sind vorhanden.
Für Taucher ist der See ein oft besuchtes Ziel, da durch das sehr saubere Wasser, welches auf die überdurchschnittlich große Tiefe des Sees zurückzuführen ist, eine ungewöhnlich gute Sichtweite von über zehn Metern möglich ist. Die Unterwasserlandschaft des Sees ist von Klippen und Verwerfungen gezeichnet. Des Weiteren besitzt der See eine umfangreiche Unterwasserfauna, was die Attraktivität für Taucher erhöht.